# Efecte d'esgotament del polisilici

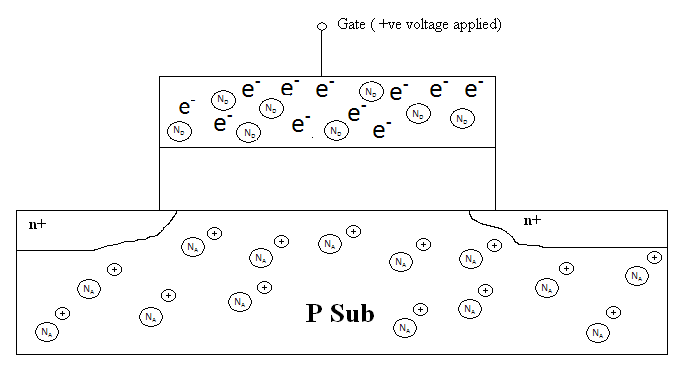
Figura 1(a) V_{gs}=Tensió de porta V_{th}=Tensió llindar n+=Regió N molt dopada

L'efecte d'esgotament del polisilici és el fenomen en què s'observa una variació no desitjada de la tensió llindar dels dispositius MOSFET que utilitzen polisilici com a material de porta, donant lloc a un comportament impredictible del circuit electrònic. A causa d'aquesta variació, es van introduir portes metàl·liques dielèctriques d'alta k (HKMG) per resoldre el problema.
El silici policristalí, també anomenat polisilici, és un material format per petits cristalls de silici. Aquest últim difereix del silici mocristal·lí utilitzat per a l'electrònica de semiconductors i les cèl·lules solars, i del silici amorf, utilitzat per a dispositius de pel·lícula fina i cèl·lules solars.

## Selecció del material de la porta

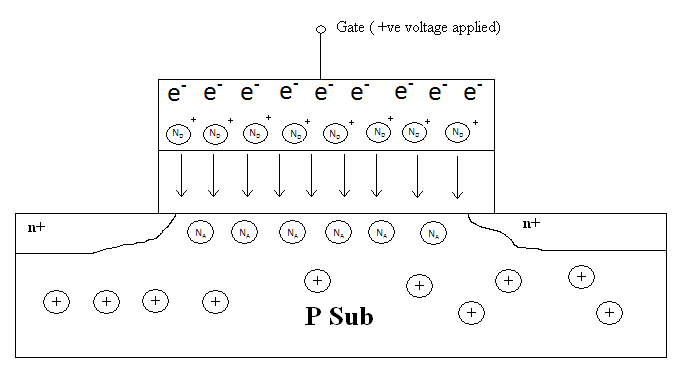
Figura 1(b)

El contacte de la porta pot ser de polisilici o metall, anteriorment es va triar el polisilici sobre el metall perquè la interfície entre el polisilici i l'òxid de la porta (SiO₂) era favorable. Però la conductivitat de la capa de poli-silici és molt baixa i, a causa d'aquesta baixa conductivitat, l'acumulació de càrrega és baixa, cosa que provoca un retard en la formació del canal i, per tant, retards no desitjats en els circuits. La capa de poli està dopada amb impureses de tipus N o P per fer-la comportar com un conductor perfecte i reduir el retard.

## Inconvenients de la porta de polisilici dopat
A la figura 1(a) d' un transistor nMOS s'observa que els portadors majoritaris lliures es troben dispersos per tota l'estructura a causa de l'absència d'un camp elèctric extern. Quan s'aplica un camp positiu a la porta, els portadors dispersos s'organitzen com a la figura 1 (b), els electrons s'apropen cap al terminal de la porta, però a causa de la configuració de circuit obert no comencen a fluir. Com a resultat de la separació de càrregues, es forma una regió d'esgotament a la interfície d'òxid de polisilici, que té un efecte directe sobre la formació del canal en els MOSFET.
En un NMOS amb n+ porta de polisilici, l'efecte d'esgotament poli ajuda a la formació del canal per l'efecte combinat del camp (+)ve d'ions donants (ND) i el camp (+)ve aplicat externament al terminal de la porta. Bàsicament, l'acumulació dels ions donants carregats (+)ve (ND) al polisilici millora la formació del canal d'inversió i quan Vgs > Vth es forma una capa d'inversió, que es pot veure a la figura 1 (b) on el canal d'inversió està format per ions acceptors (NA) (portadors minoritaris). L'esgotament del polisilici pot variar lateralment a través d'un transistor depenent del procés de fabricació, cosa que pot provocar una variabilitat important del transistor en determinades dimensions del transistor.

## Reintroducció de les portes metàl·liques
Per la raó anterior, a mesura que els dispositius baixen a l'escala (nodes de 32-28 nm), les portes de polietilena s'estan substituint per portes metàl·liques. La següent tecnologia es coneix com a integració High-k Dielectric Metal Gate (HKMG). El 2011 Intel va publicar un dossier de premsa sobre els seus procediments de fabricació de diferents nodes, que mostrava l'ús de la tecnologia de la porta metàl·lica.